# Човек и звер
Човек и звер је југословенски филм први пут приказан 29. јуна 1963. Режирао га је Edwin Zbonek а сценарио су написали Sigmund Bendkover, Al Bronsowy и Света Лукић

## Улоге
| Глумац           | Улога         |
| ---------------- | ------------- |
|                  | Франц Кeлeр   |
|                  | Вили Келер    |
|                  | војник Голдап |
| Петар Банићевић  | Стани         |
| Станко Буханац   | Бланчи        |
| Катинка Хофман   | Вера          |
| Сима Јанићијевић | Пијан човек   |
| Нада Касапић     | Мајка         |
| Херберт Керстен  | Ледерер       |

Остале улоге  ▼
| Глумац               | Улога           |
| -------------------- | --------------- |
| Ирена Колесар        | Сељанка         |
| Маријан Ловрић       | Рaдeмaхeр       |
| Милка Лукић          | Ирка            |
| Helmut Oeser         | Антон, дезертер |
| Никола Поповић       | Алберт          |
| Курт Соботка         | СС-овац Каше    |
| Александар Стојковић | Владек          |